# Chiliotrichum
 Chiliotrichum  Cass., 1817 è un genere di piante angiosperme dicotiledoni della famiglia delle Asteraceae, sottofamiglia Asteroideae, tribù Astereae (Basal grade) e sottotribù Chiliotrichinae.

## Etimologia
Il nome del genere deriva dalle parole greche "χίλιος" (chilios), che significa "mille, migliaia", e "θρίξ" (thrix), che significa "pelo, capelli". Questo nome si riferisce ai peli lunghi e sottili che ricoprono le foglie e i fiori di queste piante.
Il nome scientifico del genere è stato definito dal botanico Alexandre Henri Gabriel de Cassini (1781-1832) nella pubblicazione " Dictionnaire des Sciences Naturelles, dans lequel on traite méthodiquement des différens êtres de la nature, considérés soit en eux-mêmes, d'aprés l'état actuel de nos connoissances, soit relativement à l'utilité quén peuvent retirer la médecine, l'agriculture, le commerce et les arts. Strasbourg. Edition 2" ( Dict. Sci. Nat., ed. 2. [F. Cuvier] 8: 576 ) del 1817.

## Descrizione

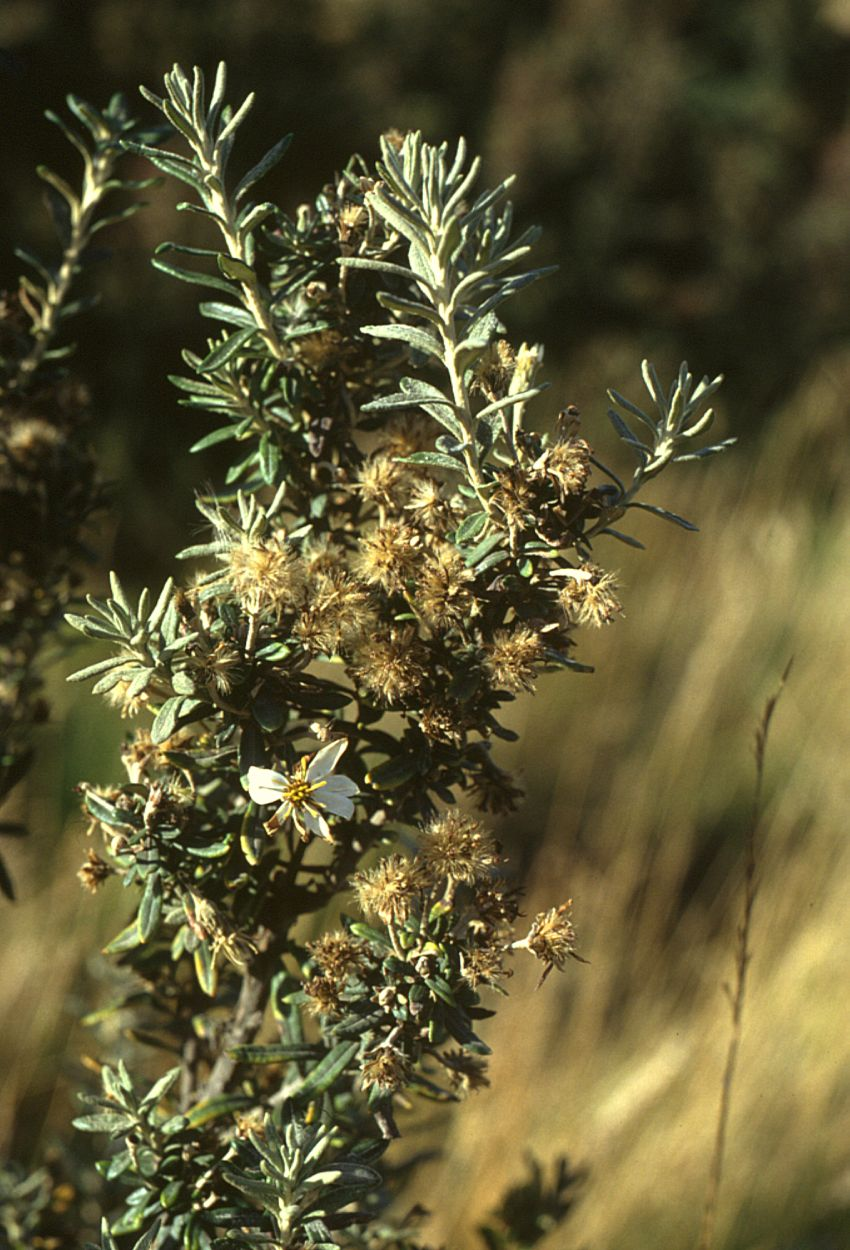
Il portamento
Chiliotrichum diffusum

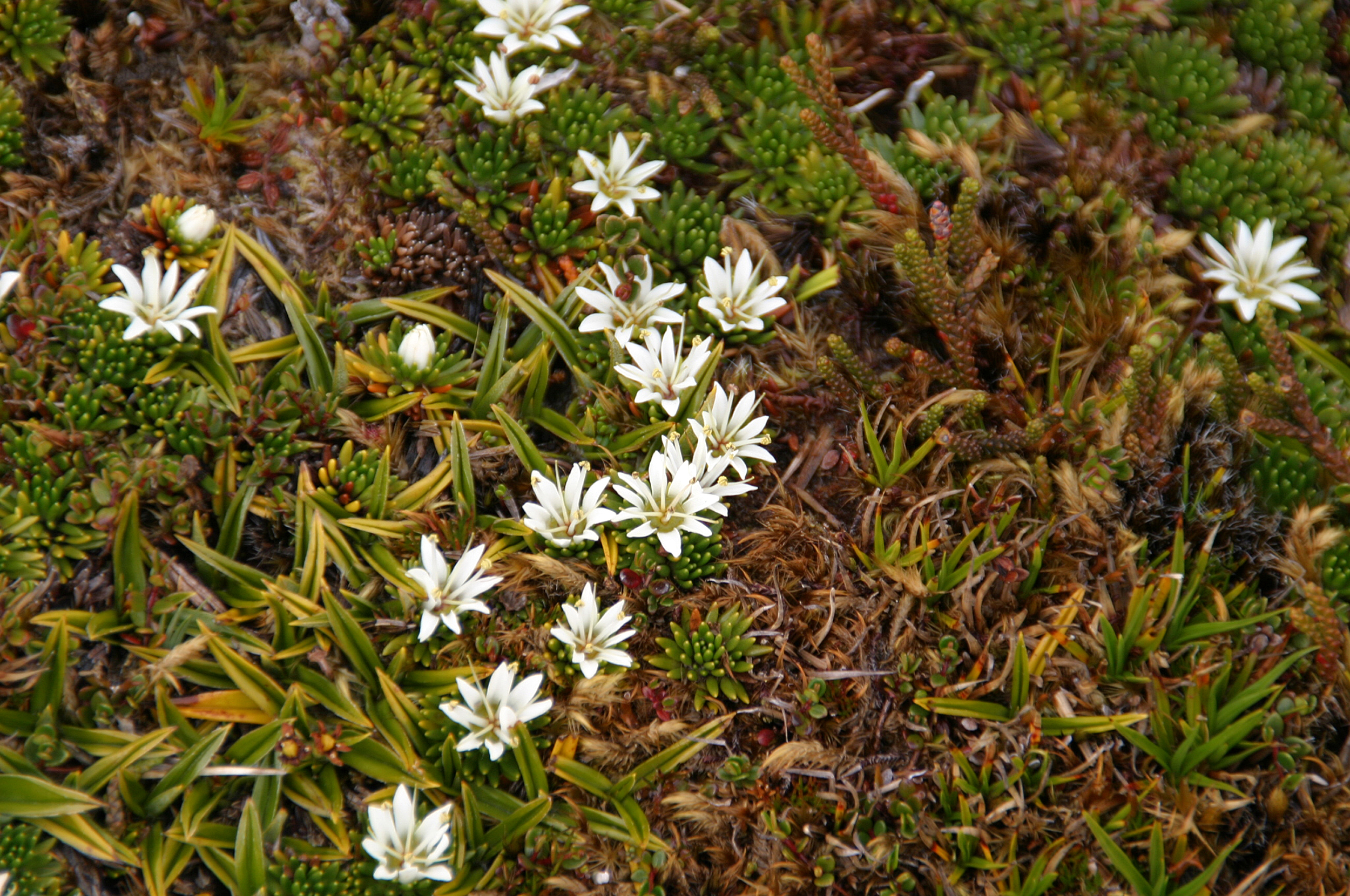
Infiorescenza
Chiliotrichum diffusum

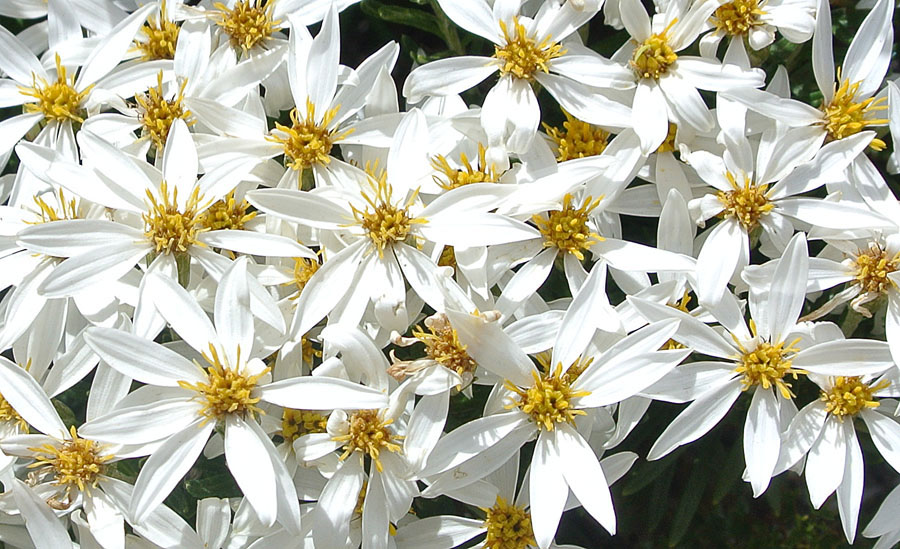
I fiori
Chiliotrichum diffusum

Portamento. Le specie di questo genere hanno un habitus di tipo arbustivo ericoide. Le superfici sono tomentose.
Fusto. La parte aerea in genere è eretta e densamente ramificata (con disposizioni emisferiche) e punteggiata di ghiandole. 
Foglie. Le foglie, persistenti, sono fittamente disposte in modo alternato (da patente a ascendente) e sono più o meno picciolate. La forma è intera con lame da lineari a ellittico-oblanceolate con apice da ottuso a acuto; sono inoltre subcoriacee e di tipo ericoide. La superficie abassiale è densamente tomentosa; quella adassiale è glabra.
Infiorescenza. Le sinflorescenze sono sia scapose (capolini solitari) che composte da diversi capolini in formazioni lasse. Le infiorescenze vere e proprie sono composte da un capolino terminale peduncolato nudo (privo di brattee) di tipo radiato con fiori spesso eterogami. I capolini sono formati da un involucro, con forme da ampiamente campanulate a emisferico, composto da diverse brattee, al cui interno un ricettacolo fa da base ai fiori di due tipi: fiori del raggio e fiori del disco. Le brattee, caduche, con forme oblunghe-lanceolate, subintere, con bordi strettamente membranosi-scariosi e a consistenza erbacea, sono disposte in modo più o meno embricato su 3 - 5 serie. Il ricettacolo è provvisto di pagliette, lievemente conduplicate, a protezione della base dei fiori; la forma è leggermente convessa.
Fiori.  I fiori (da 10 a 50 circa per capolino) sono tetra-ciclici (formati cioè da 4 verticilli: calice – corolla – androceo – gineceo) e pentameri (calice e corolla formati da 5 elementi). Si distinguono in:
- fiori del raggio (esterni): (da 3 a 14) sono femminili con forme ligulate (struttura zigomorfa); sono presenti staminoidi;
- fiori del disco (centrali): sono più numerosi (da 7 a 27) con forme tubulose (attinomorfe); sono ermafroditi o (raramente) funzionalmente maschili.

- Formula fiorale:

*/x K {\displaystyle \infty }, [C (5), A (5)], G 2 (infero), achenio
- Calice: i sepali del calice sono ridotti ad una coroncina di squame.

- Corolla: 
  - fiori del raggio: la forma della corolla alla base è più o meno tubulosa-imbutiforme, mentre all'apice è ligulata; la ligula è trilobata e si presenta contorta; il colore è bianco o violetto;
  - fiori del disco: la forma è strettamente tubulare bruscamente divaricata in 5 lobi con una forma a campanula stretta; i lobi, patenti e ricurvi, hanno una forma triangolare; il colore è giallo.

- Androceo: l'androceo è formato da 5 stami sorretti da filamenti generalmente liberi; gli stami sono connati e formano un manicotto circondante lo stilo; le teche (produttrici del polline) alla base sono leggermente sagittate; le appendici apicali delle antere hanno delle forme ovate; il tessuto endoteciale (rivestimento interno dell'antera) è quasi sempre polarizzato (con due superfici distinte: una verso l'esterno e una verso l'interno). Il polline è sferico con un diametro medio di circa 25 micron;  è tricolporato (con tre aperture sia di tipo a fessura che tipo isodiametrica o poro) ed è echinato (con punte sporgenti).[10][13]

- Gineceo: l'ovario è infero uniloculare formato da 2 carpelli.[6] Lo stilo (il recettore del polline) è profondamente bifido (con due stigmi divergenti) e con le linee stigmatiche marginali separate.[14] I due bracci dello stilo hanno una forma lineare e possono essere papillosi o ricoperti da ciuffi di peli.

Frutti. I frutti sono degli acheni con pappo; in alcune specie è presente un certo dimorfismo (gli acheni dei fiori del raggio differiscono dagli acheni dei fiori del disco);
- achenio: gli acheni, con forme snelle (strettamente obovati), hanno 4 - 6 nervature laterali; la superficie normalmente è glabra (a volte punteggiata di ghiandole); la parete dell'achenio è formata da celle contenenti rafidi ma prive di fitomelanina; il carpoforo normalmente è anulare; le setole con punte a forma di ancora non sono presenti;
- pappo: il pappo è formato da 2 - 3 serie di setole/scaglie lineari, appiattite e scabre lungo i margini lunghe come la corolla.

## Biologia
Impollinazione: l'impollinazione avviene tramite insetti (impollinazione entomogama tramite farfalle diurne e notturne).

Riproduzione: la fecondazione avviene fondamentalmente tramite l'impollinazione dei fiori (vedi sopra).

Dispersione: i semi (gli acheni) cadendo a terra sono successivamente dispersi soprattutto da insetti tipo formiche (disseminazione mirmecoria). In questo tipo di piante avviene anche un altro tipo di dispersione: zoocoria. Infatti gli uncini delle brattee dell'involucro (se presenti) si agganciano ai peli degli animali di passaggio disperdendo così anche su lunghe distanze i semi della pianta. Inoltre per merito del pappo il vento può trasportare i semi anche a distanza di alcuni chilometri (disseminazione anemocora).

## Distribuzione e habitat
Le specie di questo genere sono distribuite in Sudamerica meridionale.

## Sistematica
La famiglia di appartenenza di questa voce (Asteraceae o Compositae, nomen conservandum) probabilmente originaria del Sud America, è la più numerosa del mondo vegetale, comprende oltre 23.000 specie distribuite su 1.535 generi, oppure 22.750 specie e 1.530 generi secondo altre fonti (una delle checklist più aggiornata elenca fino a 1.679 generi). La famiglia attualmente (2021) è divisa in 16 sottofamiglie; la sottofamiglia Asteroideae è una di queste e rappresenta l'evoluzione più recente di tutta la famiglia.

### Filogenesi
La tribù Astereae (una delle 21 tribù della sottofamiglia Asteroideae) comprende circa 40 sottotribù. In base alle ultime ricerche nella tribù sono stati individuati (provvisoriamente) 5 principali lignaggi:
- Basal grade: include alcuni generi isolati, il gruppo "South American-Oceania",  alcune sottotribù africane e il gruppo dei generi legnosi del Madagascar.
- Bellis lineage: comprende le sottotribù eurasiatiche e una sottotribù africana.
- Aster lineage: include i generi asiatici di Asterinae e i principali gruppi dell'Australia e dell'Oceania.
- Baccharis lineage: include alcuni gruppi sudamericani.
- North American lineage: include la vasta gamma di sottotribù del Nordamerica, Messico e alcuni gruppi distribuiti nel Sudamerica.

Il genere Chiliotrichum (insieme alla sottotribù Chiliotrichinae) è incluso nel lignaggio "Basal grade". In particolare fa parte del sottogruppo relativo agli areali del Sudamerica. Le specie di questo gruppo sono caratterizzate da un livello di ploidia 2x o 4x. La sottotribù è suddivisa in tre cladi (o gruppi): Chiliotrichum clade - Nardophyllum clade - Llerasia clade. Il genere Chiliotrichum è incluso nel clade "Chiliotrichum" insieme ai generi Lepidophyllum - Chiliophyllum -  Aylacophora. I caratteri morfologici principali di questo gruppo sono: un pappo composto da scaglie a forma e disposizione variabili, e degli acheni privi di tricomi gemelli tra le costole (o al massimo hanno solo pochissimi tricomi sparsi nella parte superiore). Altri caratteri condivisi sono: i capolini sono del tipo radiato, i ricettacoli sono parzialmente provvisti di pagliette, i rami dello stilo sono piuttosto oblunghi ed ottusi e il pappo è biseriato.
In precedenti trattazioni questo genere è descritto all'interno della sottotribù Hinterhuberinae (ora sinonimo della sottotribù Baccharidinae).
I caratteri distintivi del genere di questa voce sono:
- il portamento è arbustivo con capolini radiati;
- le foglie hanno delle forme da strettamente ellittiche a obovate o lineari;
- i fiori del raggio sono presenti e sono bianchi;
- il pappo è formato da 2 - 3 serie di scaglie appiattite.

### Elenco delle specie
Questo genere ha 3 specie:
- Chiliotrichum diffusum (G.Forst.) Kuntze
- Chiliotrichum fuegianum  (O.Hoffm.) Bonif.
- Chiliotrichum rosmarinifolium  Less.

### Sinonimi
Sono elencati alcuni sinonimi per questa entità:
- Tropidolepis Tausch